# Kristin Demann
Kristin Demann (Gehrden, Alemania; 7 de abril de 1993) es una futbolista alemana. Juega como defensa y su equipo actual es el Bayern de Múnich de la Bundesliga de Alemania.

## Clubes
| Club                   | País     | Año         |
| ---------------------- | -------- | ----------- |
| 1. FFC Turbine Potsdam | Alemania | 2009 - 2014 |
| TSG 1899 Hoffenheim    | Alemania | 2014 - 2016 |
| Bayern de Múnich       | Alemania | 2017 -      |

## Títulos

### Campeonatos nacionales
| Título              | Equipo                 | Sede     | Año     |
| ------------------- | ---------------------- | -------- | ------- |
| Bundesliga Femenina | 1. FFC Turbine Potsdam | Alemania | 2011    |
| Bundesliga Femenina | 1. FFC Turbine Potsdam | Alemania | 2012    |
| Bundesliga Femenina | Bayern de Múnich       | Alemania | 2020-21 |

### Campeonatos internacionales
| Título                                        | Equipo                | Sede     | Año  |
| --------------------------------------------- | --------------------- | -------- | ---- |
| Campeonato Europeo Femenino Sub-19 de la UEFA | Selección de Alemania | Alemania | 2011 |